# Dobin am See
Dobin am See település Németországban, Mecklenburg-Elő-Pomeránia tartományban. Lakosainak száma 2069 fő (2023. december 31.).

## Népesség
A település népességének változása:
| Lakosok száma | 1926 | 1933 | 1956 | 1998 | 2038 | 2069 |
|               | 2015 | 2017 | 2019 | 2021 | 2022 | 2023 |